# 앤디 위어
앤디 위어(영어: Andy Weir, 1972년 6월 16일 ~ )은 미국의 소설가이다. 데뷔 소설 《마션》으로 잘 알려져 있다.
그는 캘리포니아주에서 태어나 입자 가속기 물리학자인 아버지와 전기기술자 어머니 사이에서 어린 시절을 보냈다. 그가 8살 때 부모님이 이혼하였다. 클라크와 아시모프 같은 고전 과학소설가의 작품을 읽으며 성장하였다. 15살이 되던 해에 샌디어 국립 연구소에서 컴퓨터 프로그래머로서 일하기 시작하였다. 졸업은 하지 못하였지만 캘리포니아 대학교 샌디에이고 캠퍼스에서 컴퓨터 공학을 공부한 바 있다. AOL, 팜, 모바일아이언 등 여러 소프트웨어 회사에서 일하였는데, 특히 블리자드에서 일할 당시 워크래프트 2 개발에 참여하기도 하였다.

## 저서
- 《마션 The Martian》 (2011 전자책, 2014 하드커버)
- 《아르테미스 Artemis》 (2017)
- 《프로젝트 헤일메리 Project Hail Mary》 (2021)